# 산난정
산난정(山南町)은 효고현 중동부에 존재했던 정이며, 히카미군에 속했다.
2004년 11월 1일에 히카미군 6정이 합병해 단바시가 탄생함으로써 소멸하였다. 

## 역사
- 1955년 7월 21일 - 우에쿠게촌, 구게촌, 오가와촌이 합병해 산난정이 성립하였다.
- 1957년 3월 31일 - 와다촌과 합병해 새로운 산난정이 성립하였다.
- 2004년 11월 1일 - 기이바라정, 아오가키정, 가스가정, 히카미정, 이치지마정이 합병해 단바시가 성립하였다. 동일 산난정은 폐지되었다.

## 교통

### 철도
- 서일본 여객철도
  - 후쿠치야마 선
  - 가코가와 선

### 도로
- 국도 제175호선 (일본)(일본어판)